# إدوارد كارتر
إدوارد كارتر هو محامي وسياسي كندي، ولد في 1 مارس 1822 في تروا ريفيير في كندا، وتوفي في 27 سبتمبر 1883 في مونتريال في كندا. حزبياً، نشط في حزب كندا المحافظ. وقد انتخب عضو الجمعية الوطنية في كيبك ‏ وانتخب عضو مجلس العموم الكندي.